# Action Jackson (2014)
Action Jackson ist ein indischer Actionfilm aus dem Jahr 2014 in dem Prabhu Deva Regie führte. Ajay Devgn spielt eine Doppel-Rolle, neben ihm sind Sonakshi Sinha, Yami Gautam und Manasvi Mamgai zu sehen. Kunaal Roy Kapur erscheint in einer Nebenrolle mit Anand Raj, der den Hauptgegner porträtiert. Kritiker haben sich über den schlechten Dialog und die übermäßige Gewalt geäußert. Action Jackson erschien zeitgleich mit dem Kinostart in Indien auch in Deutschland und Österreich.

## Handlung
Vishi ist ein Gauner, der alles für Geld tun würde. Er verliebt sich in Khushi, einen einfachen HR-Manager, der dann eine Beziehung mit ihm beginnt. Eines Tages verprügelt Vishi, der häufig in Kämpfe verwickelt wird, öffentlich einen Straßengangster, der später einen Racheangriff mit seiner Bande sucht. Der Gangster und seine Bande verprügelten Vishi brutal und entkommen leicht der Szene. Es wird dann enthüllt, dass die Person, die sie geschlagen hatten, tatsächlich Vishis Doppelgänger Jai ist. Die Schläger entkommen, als die Polizei eintrifft, und Vishi wird lebendig auf einem Fahrrad gefunden, woraufhin die gleichen Schläger brutal von Vishi geschlagen werden. Khushi versucht Vishi zu erklären, dass sie ihn liebt; er versteht, und sie fangen beide an, miteinander auszugehen. Bei einer anderen Gelegenheit verhaftet ein Polizeiinspektor, Shirke, Jai und übergibt ihn einer Gruppe von Gangstern unter der Leitung von Pedro. Jai tötet sie alle im Alleingang und erweist sich als professioneller Attentäter und ehemalige Rechte Hand des Unterweltverbrechers Xavier Fonseca mit dem Spitznamen AJ. Nachdem AJ Xaviers Schwester Marina im Alleingang vor einem Haufen Entführer gerettet hat, verliebt sich Marina in Jai, aber er lehnt sie ab, da er mit Anusha verheiratet ist.
Verärgert versucht Xavier zweimal, Anusha zu töten, um AJ mit Marina zu heiraten, wodurch sie brutal verletzt wird. Jai flieht nach Indien und ist dabei, sie behandeln zu lassen. Als Vishi Jai entdeckt, enthüllt er Vishi seine Identität und Geschichte. Jai bittet Vishi dann, als AJ getarnt nach Bangkok zu gehen, um Xavier und Marina zu täuschen; in der Zwischenzeit nimmt sich AJ Zeit, Anusha operieren zu lassen, da sie ein Baby erwartet. Vishi willigt ein und geht zusammen mit seinem Freund Musa nach Bangkok. In der Zwischenzeit findet Shirke AJs Doppelgänger und versucht, Xavier zu informieren, aber er wird in einem Stil ermordet, der einen Verdacht in Xaviers Kopf auslöst. Marina foltert Musa, nachdem sie die Situation erkannt hat, um die Wahrheit zu erfahren. Er enthüllt, dass Vishi derjenige ist, der sich als AJ verkleidet hat. Xavier hat einen Plan, AJ nach Bangkok zu bringen, indem er seine Frau, sein Baby und seinen Doppelgänger entführt und droht, alle drei zu töten. Es wird enthüllt, dass Vishi tatsächlich in Mumbai ist und AJ und er ihre Plätze am Flughafen zu einer Zeit nach der Arbeit gewechselt haben. AJ erreicht die Stelle und tötet alle Handlanger Xaviers. In einem Kampf mit Marina schlägt AJ sie gegen den Ofen und Marina wird lebendig verbrannt. Nachdem er Xavier getötet hat, rennt er mit Anusha und dem Kind davon. Später wird das Kind als sicher enthüllt, gerettet von einem von Xaviers Handlangern, Robert (Razzak Khan). Der Film endet mit AJ und Vishi, die sich am Flughafen treffen. Anusha bittet Vishi, Khushi bald zu heiraten.

## Hintergrund
Der Film hatte ein geschätztes Budget von 930 Mio. INR und wurde von Baba Films produziert.

## Soundtrack
| # | Lied                  | Sänger                                                                                  | Länge |
| - | --------------------- | --------------------------------------------------------------------------------------- | ----- |
| 1 | Keeda                 | Himesh Reshammiya, Neeti Mohan                                                          | 03:06 |
| 2 | Punjabi Mast          | Himesh Reshammiya, Ankit Tiwari, Arya Acharya, Alam Gir Khan, Vineet Singh, Neeti Mohan | 04:14 |
| 3 | Chichora Piya         | Himesh Reshammiya, Shalmali Kholgade                                                    | 04:27 |
| 4 | Dhoom Dhaam           | Ankit Tiwari, Palak Muchhal                                                             | 04:38 |
| 5 | Gangster Baby         | Neeraj Shridhar, Neeti Mohan                                                            | 04:40 |
| 6 | Keeda (Remix)         | Himesh Reshammiya, Neeti Mohan                                                          | 03:00 |
| 7 | Punjabi Mast (Remix)  | Himesh Reshammiya, Ankit Tiwari, Arya Acharya, Alam Gir Khan, Vineet Singh, Neeti Mohan | 03:53 |
| 8 | Chichora Piya (Remix) | Himesh Reshammiya, Shalmali Kholgade                                                    | 04:08 |
| 9 | Keeda (Reprise)       | Himesh Reshammiya, Neeti Mohan                                                          | 03:06 |